# Sterculia murex
Sterculia murex är en malvaväxtart som beskrevs av William Botting Hemsley. Sterculia murex ingår i släktet Sterculia och familjen malvaväxter. Inga underarter finns listade i Catalogue of Life.

## Bildgalleri

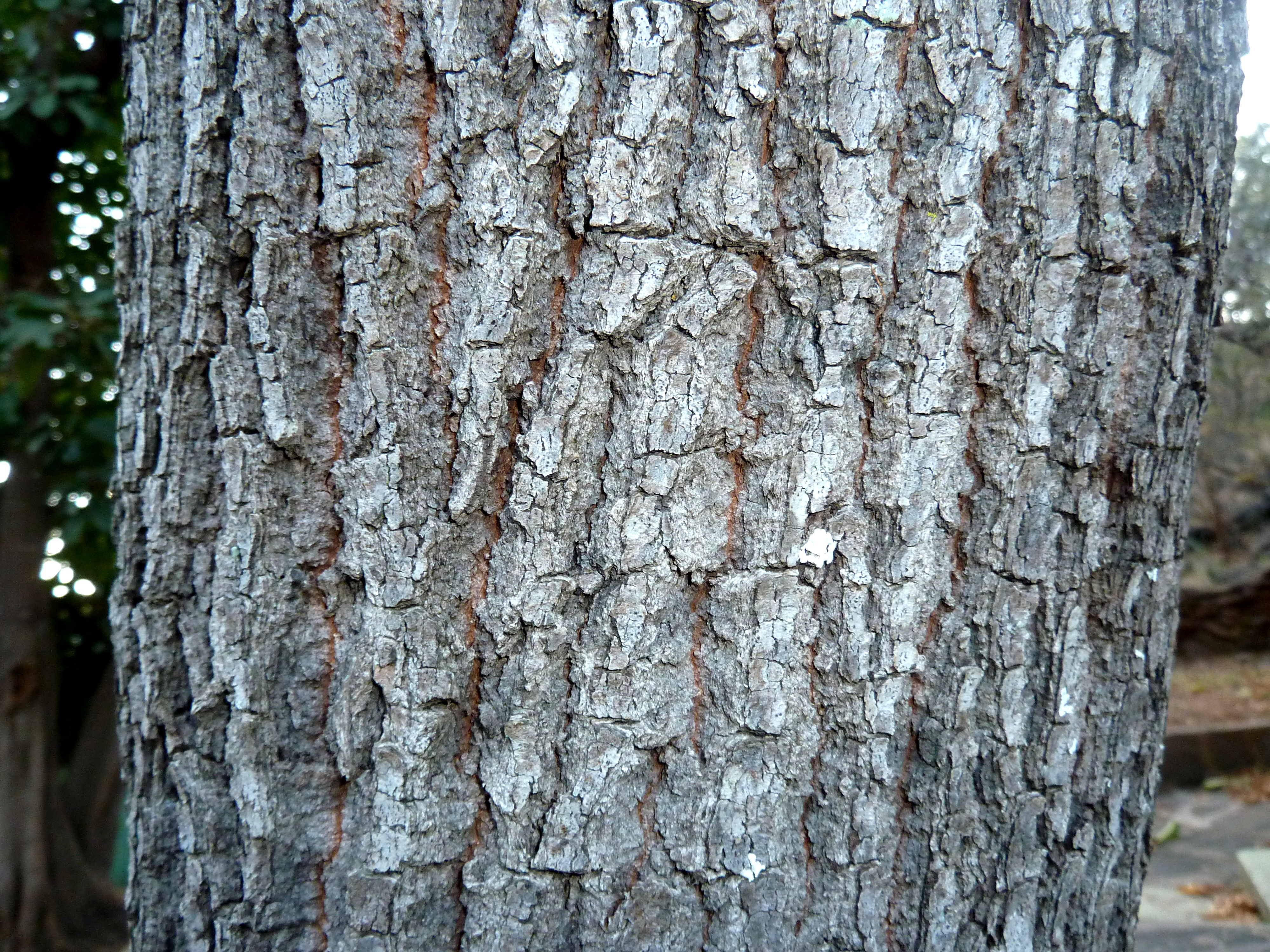
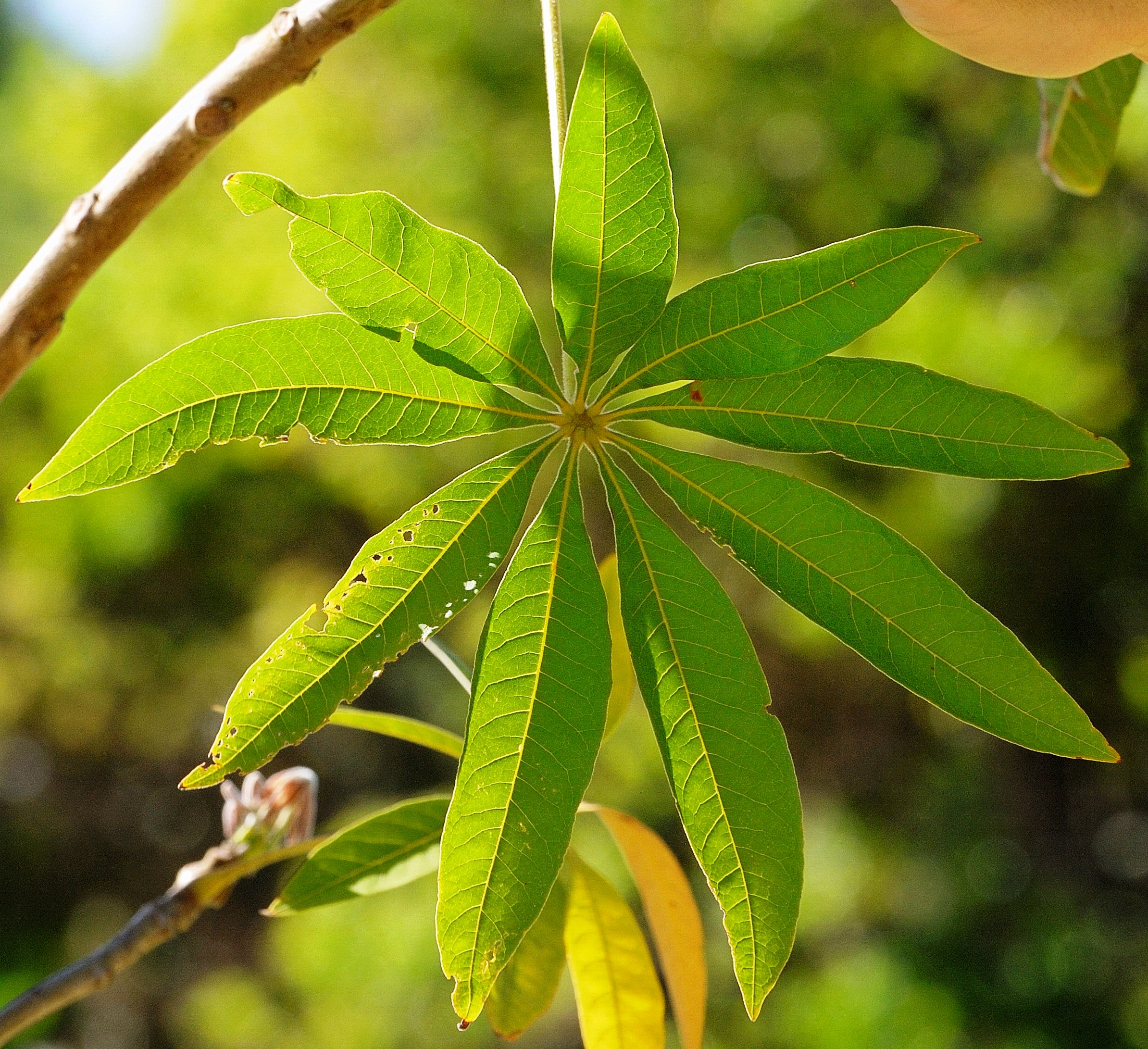
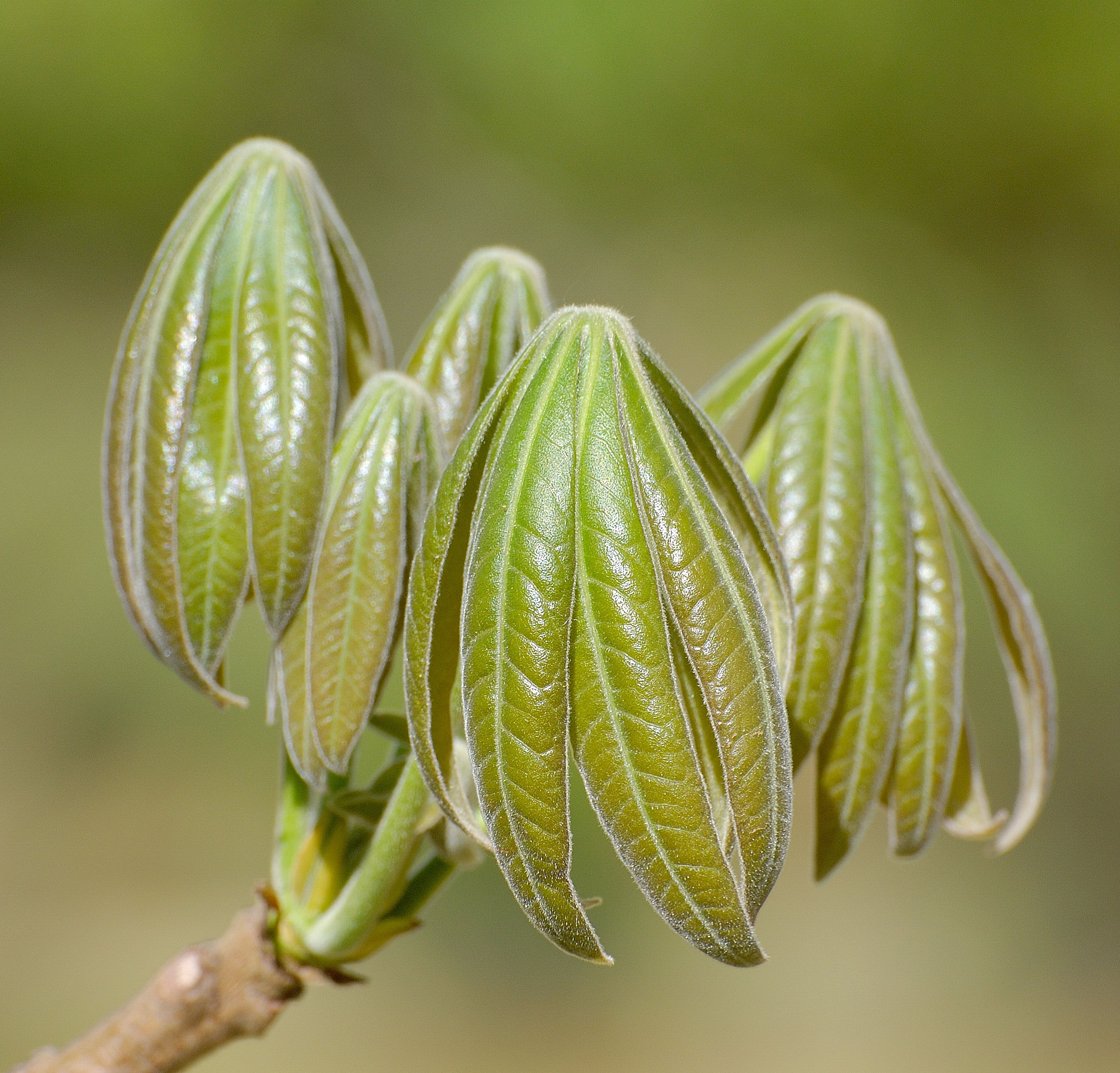
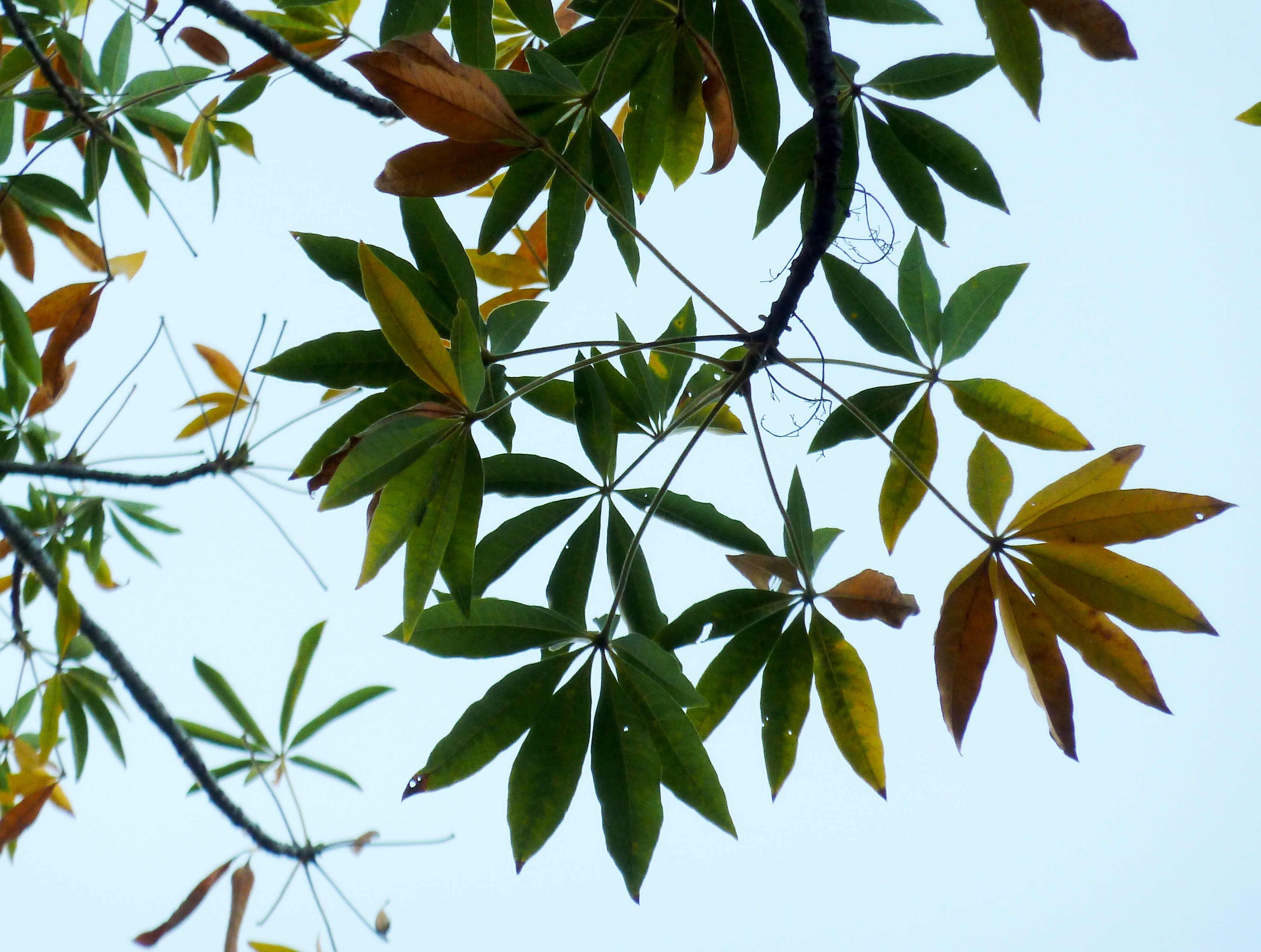